# 5 août aux Jeux olympiques d'été de 2012
Le dimanche 5 août aux Jeux olympiques d'été de 2012 est le douzième jour de compétition.

## Programme
| Heure UTC+1 (Londres)                         |               |
| bleu                                          | Cérémonie     |
| neutre                                        | Épreuve       |
| or                                            | Finale        |
| orange                                        | Petite finale |
| rose                                          | Reporté       |
| gris                                          | Annulé        |
| Compétition masculine                         | Hommes        |
| Compétition féminine                          | Femmes        |
| Compétition mixte (hommes et femmes mélangés) | Mixte         |
| Compétition en couple (1 homme et 1 femme)    | Couple        |
| modifier                                      |               |

| Horaire  | Discipline Spécialité | Discipline Spécialité                              | Discipline Spécialité                         | Phase                             | Résultats                                                                          | Références |
| -------- | --------------------- | -------------------------------------------------- | --------------------------------------------- | --------------------------------- | ---------------------------------------------------------------------------------- | ---------- |
| 8 h 30   |                       | Hockey sur gazon Tournoi masculin                  | Compétition hommes                            | Phase de poule Groupe B           | Nouvelle-Zélande 1 - 1 Belgique                                                    | [ 1 ]      |
| 9 h 00   |                       | Badminton Simple                                   | Compétition hommes                            | Petite finale                     | Chen Long (CHN) 2 - 1 ee Hyun-il (KOR)                                             | [ 2 ]      |
| 9 h 00   |                       | Basket-ball Tournoi féminin                        | Compétition femmes                            | Premier tour Groupe B             | France 65 - 54 Russie                                                              | [ 3 ]      |
| 9 h 00   |                       | Escrime Fleuret par équipes                        | Compétition hommes                            | 8e de finale                      | -                                                                                  | -          |
| 9 h 00   |                       | Tir Pistolet à 50 m                                | Compétition hommes                            | Qualifications                    | -                                                                                  | -          |
| 9 h 00   |                       | Tir Trap                                           | Compétition hommes                            | Qualification                     | -                                                                                  | -          |
| 9 h 30   |                       | Handball Tournoi féminin                           | Compétition femmes                            | Tour Préliminaire Groupe B        | Suède 28 - 32 ' Corée du Sud                                                       | [ 4 ]      |
| 9 h 30   |                       | Volley-ball Tournoi féminin                        | Compétition femmes                            | Phase Préliminaire Groupe A       | Algérie 0 - 3 République dominicaine                                               | [ 5 ]      |
| 9 h 45   |                       | Badminton Double                                   | Compétition hommes                            | Petite finale                     | Malaisie 0 - 2 Corée du Sud                                                        | [ 6 ]      |
| 10 h 00  |                       | Cyclisme sur piste Omnium                          | Compétition hommes                            | Poursuite individuelle (4 km)     | -                                                                                  | -          |
| 10 h 00  |                       | Tennis de table Par équipes                        | Compétition hommes                            | Quarts de finale                  | -                                                                                  | -          |
| 10 h 30  |                       | Escrime Fleuret par équipes                        | Compétition hommes                            | Quarts de finale                  | -                                                                                  | -          |
| 10 h 45  |                       | Hockey sur gazon Tournoi masculin                  | Compétition hommes                            | Phase de poule Groupe A           | Pakistan 5 - 4 Afrique du Sud                                                      | [ 7 ]      |
| 10 h 58  |                       | Cyclisme sur piste Vitesse                         | Compétition femmes                            | Qualification                     | -                                                                                  | -          |
| 11 h 00  |                       | Athlétisme Marathon                                | Compétition femmes                            | Finale                            | Tiki Gelana · Priscah Jeptoo · Tatyana Petrova                                     | [ 8 ]      |
| 11 h 00  |                       | Équitation Saut d'obstacles individuel             | Compétition mixte (hommes et femmes ensemble) | 2e épreuve qualificative          | -                                                                                  | -          |
| 11 h 00  |                       | Équitation Saut d'obstacles par équipes            | Compétition mixte (hommes et femmes ensemble) | 1re manche                        | -                                                                                  | -          |
| 11 h 15  |                       | Basket-ball Tournoi féminin                        | Compétition femmes                            | Premier tour Groupe A             | Angola 47 - 82 République tchèque                                                  | [ 9 ]      |
| 11 h 15  |                       | Handball Tournoi féminin                           | Compétition femmes                            | Tour Préliminaire Groupe A        | Brésil 29 - 26 Angola                                                              | [ 10 ]     |
| 11 h 30  |                       | Volley-ball Tournoi féminin                        | Compétition femmes                            | Phase Préliminaire Groupe B       | Chine 3 - 2 Corée du Sud                                                           | [ 11 ]     |
| 12 h 00  |                       | Escrime Fleuret par équipes                        | Compétition hommes                            | Demi-finales                      | -                                                                                  | -          |
| 12 h 00  |                       | Tennis Simple                                      | Compétition hommes                            | Petite finale                     | Juan Martín del Potro (ARG) 2 - 0 Novak Djokovic (SRB)                             | [ 12 ]     |
| 12 h 00  |                       | Tennis Double                                      | Compétition femmes                            | Finale                            | République tchèque 0 - 2 États-Unis                                                | [ 13 ]     |
| 12 h 00  |                       | Tir Pistolet à 50 m                                | Compétition hommes                            | Finale                            | Jin Jong-oh (KOR) · Choi Young-Rae (KOR) · Wang Zhiwei (CHN)                       | [ 14 ]     |
| 12 h 00  |                       | Voile 49er                                         | Compétition hommes                            | Course 12                         | -                                                                                  | -          |
| 12 h 00  |                       | Voile RS:X                                         | Compétition femmes                            | Course 9                          | -                                                                                  | -          |
| 12 h 45* |                       | Voile RS:X                                         | Compétition femmes                            | Course 10                         | -                                                                                  | -          |
| 12 h 45* |                       | Voile 49er                                         | Compétition hommes                            | Course 13                         | -                                                                                  | -          |
| 13 h 00* |                       | Badminton Simple                                   | Compétition hommes                            | Finale                            | Lee Chong Wei (MAS) 1 - 2 Lin Dan (CHN)                                            | [ 15 ]     |
| 13 h 00  |                       | Lutte Gréco-romaine, Moins de 55 kg                | Compétition hommes                            | Qualification                     | -                                                                                  | -          |
| 13 h 00  |                       | Lutte Gréco-romaine, Moins de 74 kg                | Compétition hommes                            | Qualification                     | -                                                                                  | -          |
| 13 h 00  |                       | Voile Star                                         | Compétition hommes                            | Course médailles                  | Suède · Grande-Bretagne · Brésil                                                   | [ 16 ]     |
| 13 h 30* |                       | Boxe Poids mouches (-51 kg)                        | Compétition femmes                            | 8e de finale                      | -                                                                                  | -          |
| 13 h 30  |                       | Lutte Gréco-romaine, Moins de 55 kg                | Compétition hommes                            | 8e de finale                      | -                                                                                  | -          |
| 13 h 30  |                       | Lutte Gréco-romaine, Moins de 74 kg                | Compétition hommes                            | 8e de finale                      | -                                                                                  | -          |
| 13 h 45  |                       | Hockey sur gazon Tournoi masculin                  | Compétition hommes                            | Phase de poule Groupe B           | Inde 1 - 4 Corée du Sud                                                            | [ 17 ]     |
| 14 h 00  |                       | Gymnastique artistique Sol                         | Compétition hommes                            | Finale                            | Zou Kai (CHN) · Kōhei Uchimura (JPN) · Denis Ablyazin (RUS)                        | [ 18 ]     |
| 14 h 00* |                       | Tennis Double                                      | Compétition femmes                            | Petite finale                     | États-Unis 1 - 2 Russie                                                            | [ 19 ]     |
| 14 h 00* |                       | Tennis Simple                                      | Compétition hommes                            | Finale                            | Roger Federer (SUI) 0 - 3 Andy Murray (GBR)                                        | [ 20 ]     |
| 14 h 00  |                       | Voile 470                                          | Compétition femmes                            | Course 5                          | -                                                                                  | -          |
| 14 h 00  |                       | Voile Finn                                         | Compétition hommes                            | Course médailles                  | Ben Ainslie (GBR) · Jonas Høgh-Christensen (DEN) · Jonathan Lobert (FRA)           | [ 21 ]     |
| 14 h 00  |                       | Voile RS:X                                         | Compétition hommes                            | Course 9                          | -                                                                                  | -          |
| 14 h 15  |                       | Badminton Double                                   | Compétition hommes                            | Finale                            | Chine 2 - 0 Danemark                                                               | [ 22 ]     |
| 14 h 30  |                       | Basket-ball Tournoi féminin                        | Compétition femmes                            | Premier tour Groupe B             | Canada 63 - 72 Australie                                                           | [ 23 ]     |
| 14 h 30* |                       | Boxe Poids légers (-60 kg)                         | Compétition femmes                            | 8e de finale                      | -                                                                                  | -          |
| 14 h 30  |                       | Handball Tournoi féminin                           | Compétition femmes                            | Tour Préliminaire Groupe A        | Monténégro 25 - 25 Russie                                                          | [ 24 ]     |
| 14 h 30  |                       | Lutte Gréco-romaine, Moins de 55 kg                | Compétition hommes                            | Quarts de finale                  | -                                                                                  | -          |
| 14 h 30  |                       | Lutte Gréco-romaine, Moins de 74 kg                | Compétition hommes                            | Quarts de finale                  | -                                                                                  | -          |
| 14 h 30  |                       | Tennis de table Par équipes                        | Compétition hommes                            | Quarts de finale                  | -                                                                                  | -          |
| 14 h 45* |                       | Voile RS:X                                         | Compétition hommes                            | Course 10                         | -                                                                                  | -          |
| 14 h 45  |                       | Volley-ball Tournoi féminin                        | Compétition femmes                            | Phase Préliminaire Groupe A       | Grande-Bretagne 0 - 3 Japon                                                        | [ 25 ]     |
| 14 h 50  |                       | Gymnastique artistique Saut de cheval              | Compétition femmes                            | Finale                            | Sandra Izbaşa (ROU) · McKayla Maroney (USA) · Maria Paseka (RUS)                   | [ 26 ]     |
| 14 h 50  |                       | Water-polo Tournoi féminin                         | Compétition femmes                            | Quarts de finale                  | Hongrie 11 - 10 Russie                                                             | [ 27 ]     |
| 15 h 00  |                       | Escrime Fleuret par équipes                        | Compétition hommes                            | Placement 7e et 8e places         | France 33 - 45 Chine                                                               | [ 28 ]     |
| 15 h 00  |                       | Escrime Fleuret par équipes                        | Compétition hommes                            | Placement 5e et 6e places         | Grande-Bretagne 35 - 45 Russie                                                     | [ 29 ]     |
| 15 h 00  |                       | Lutte Gréco-romaine, Moins de 55 kg                | Compétition hommes                            | Demi-finales                      | -                                                                                  | -          |
| 15 h 00  |                       | Lutte Gréco-romaine, Moins de 74 kg                | Compétition hommes                            | Demi-finales                      | -                                                                                  | -          |
| 15 h 00  |                       | Natation synchronisée Duo                          | Compétition femmes                            | Qualification programme technique | -                                                                                  | -          |
| 15 h 30* |                       | Boxe Poids mi-lourds (-75 kg)                      | Compétition femmes                            | 8e de finale                      | -                                                                                  | -          |
| 15 h 30  |                       | Voile 470                                          | Compétition femmes                            | Course 6                          | -                                                                                  | -          |
| 15 h 41  |                       | Gymnastique artistique Cheval d'arçons             | Compétition hommes                            | Finale                            | Krisztián Berki (HUN) · Louis Smith (GBR) · Max Whitlock (GBR)                     | [ 30 ]     |
| 16 h 00  |                       | Cyclisme sur piste Vitesse                         | Compétition femmes                            | 16e de finale                     | -                                                                                  | -          |
| 16 h 00  |                       | Hockey sur gazon Tournoi masculin                  | Compétition hommes                            | Phase de poule Groupe B           | Pays-Bas 3 - 1 Allemagne                                                           | [ 31 ]     |
| 16 h 00* |                       | Tennis Double                                      | Compétition mixte (hommes et femmes ensemble) | Petite finale                     | États-Unis 2 - 1 Allemagne                                                         | [ 32 ]     |
| 16 h 00* |                       | Tennis Double                                      | Compétition mixte (hommes et femmes ensemble) | Finale                            | Biélorussie 2 - 1 Grande-Bretagne                                                  | [ 33 ]     |
| 16 h 10  |                       | Water-polo Tournoi féminin                         | Compétition femmes                            | Quarts de finale                  | Chine 18 - 20 (TAB 2 - 4) Australie                                                | [ 34 ]     |
| 16 h 15  |                       | Handball Tournoi féminin                           | Compétition femmes                            | Tour Préliminaire Groupe A        | Croatie 37 - 14 Grande-Bretagne                                                    | [ 35 ]     |
| 16 h 34  |                       | Cyclisme sur piste Vitesse                         | Compétition hommes                            | Quarts de finale                  | -                                                                                  | -          |
| 16 h 45  |                       | Basket-ball Tournoi féminin                        | Compétition femmes                            | Premier tour Groupe A             | Chine 66 - 114 États-Unis                                                          | [ 36 ]     |
| 16 h 45  |                       | Volley-ball Tournoi féminin                        | Compétition femmes                            | Phase Préliminaire Groupe A       | Italie 2 - 3 Russie                                                                | [ 37 ]     |
| 16 h 48  |                       | Cyclisme sur piste Vitesse                         | Compétition femmes                            | 16e de finale Repêchage           | -                                                                                  | -          |
| 17 h 01  |                       | Cyclisme sur piste Omnium                          | Compétition hommes                            | Scratch (15 km)                   | -                                                                                  | -          |
| 17 h 38  |                       | Cyclisme sur piste Vitesse                         | Compétition femmes                            | 8e de finale                      | -                                                                                  | -          |
| 17 h 45  |                       | Lutte Gréco-romaine, Moins de 55 kg                | Compétition hommes                            | Petite finale 1                   | Péter Módos (HUN) 3PP - 1 Håkan Nyblom (DEN)                                       | [ 38 ]     |
| 17 h 45  |                       | Lutte Gréco-romaine, Moins de 55 kg                | Compétition hommes                            | Petite finale 2                   | Mingiyan Semenov (RUS) 3PP - 1 Choi Gyu-jin (KOR)                                  | [ 39 ]     |
| 17 h 45  |                       | Lutte Gréco-romaine, Moins de 74 kg                | Compétition hommes                            | Petite finale 1                   | Mark Madsen (DEN) 0 - 3PO Aleksandr Kazakevič (LTU)                                | [ 40 ]     |
| 17 h 45  |                       | Lutte Gréco-romaine, Moins de 74 kg                | Compétition hommes                            | Petite finale 2                   | Aliaksandr Kikiniou (BLR) 1 - 3PP Emin Ahmadov (AZE)                               | [ 41 ]     |
| 18 h 00  |                       | Beach-volley Tournoi féminin                       | Compétition femmes                            | Quarts de finale                  | -                                                                                  | -          |
| 18 h 00  |                       | Escrime Fleuret par équipes                        | Compétition hommes                            | Petite finale                     | États-Unis 27 - 45 Allemagne                                                       | [ 42 ]     |
| 18 h 06  |                       | Cyclisme sur piste Vitesse                         | Compétition femmes                            | 8e de finale Repêchage            | -                                                                                  | -          |
| 18 h 16  |                       | Cyclisme sur piste Omnium, Contre-la-montre (1 km) | Compétition hommes                            | Finale                            | Lasse Norman Hansen (DEN) · Bryan Coquard (FRA) · Ed Clancy (GBR)                  | [ 43 ]     |
| 18 h 25  |                       | Lutte Gréco-romaine, Moins de 55 kg                | Compétition hommes                            | Finale                            | Hamid Sourian (IRI) 3PO - 0 Rovshan Bayramov (AZE)                                 | [ 44 ]     |
| 18 h 25  |                       | Lutte Gréco-romaine, Moins de 74 kg                | Compétition hommes                            | Finale                            | Roman Vlasov (RUS) 3PO - 0 Arsen Julfalakyan (ARM)                                 | [ 45 ]     |
| 18 h 47  |                       | Cyclisme sur piste Vitesse                         | Compétition hommes                            | Course placement 5e à 8e places   | -                                                                                  | -          |
| 18 h 51  |                       | Cyclisme sur piste Vitesse                         | Compétition femmes                            | Course placement 9e à 12e places  | -                                                                                  | -          |
| 19 h 00  |                       | Athlétisme 400 m haies                             | Compétition femmes                            | 1er tour                          | -                                                                                  | -          |
| 19 h 00  |                       | Beach-volley Tournoi féminin                       | Compétition femmes                            | Quarts de finale                  | -                                                                                  | -          |
| 19 h 00  |                       | Haltérophilie + de 75 kg, Groupe A                 | Compétition femmes                            | Finale                            | Zhou Lulu (CHN) · Tatiana Kashirina (RUS) · Hripsime Khurshudyan (ARM)             | [ 46 ]     |
| 19 h 00  |                       | Hockey sur gazon Tournoi masculin                  | Compétition hommes                            | Phase de poule Groupe A           | Grande-Bretagne 3 - 3 Australie                                                    | [ 47 ]     |
| 19 h 00  |                       | Plongeon Tremplin à 3 mètres                       | Compétition femmes                            | Finale                            | Wu Minxia (CHN) · He Zi (CHN) · Laura Sánchez (MEX)                                | [ 48 ]     |
| 19 h 00  |                       | Tennis de table Par équipes                        | Compétition femmes                            | Qualification                     | -                                                                                  | -          |
| 19 h 00  |                       | Water-polo Tournoi féminin                         | Compétition femmes                            | Quarts de finale                  | États-Unis 9 - 6 Italie                                                            | [ 49 ]     |
| 19 h 05  |                       | Athlétisme Saut en hauteur                         | Compétition hommes                            | Qualification                     | -                                                                                  | -          |
| 19 h 15  |                       | Escrime Fleuret par équipes                        | Compétition hommes                            | Finale                            | Italie 45 - 39 Japon                                                               | [ 50 ]     |
| 19 h 30  |                       | Handball Tournoi féminin                           | Compétition femmes                            | Tour Préliminaire Groupe B        | Norvège 20 - 25 Espagne                                                            | [ 51 ]     |
| 19 h 35  |                       | Athlétisme Triple saut                             | Compétition femmes                            | Finale                            | Olga Rypakova (KAZ) · Caterine Ibargüen (COL) · Olha Saladuha (UKR)                | [ 52 ]     |
| 19 h 45  |                       | Athlétisme 100 m                                   | Compétition hommes                            | Demi-finales                      | -                                                                                  | -          |
| 20 h 00  |                       | Basket-ball Tournoi féminin                        | Compétition femmes                            | Premier tour Groupe A             | Croatie 65 - 70 Turquie                                                            | [ 53 ]     |
| 20 h 00  |                       | Volley-ball Tournoi féminin                        | Compétition femmes                            | Phase Préliminaire Groupe B       | États-Unis 3 - 0 Turquie                                                           | [ 54 ]     |
| 20 h 15  |                       | Athlétisme 1500 m                                  | Compétition hommes                            | Demi-finales                      | -                                                                                  | -          |
| 20 h 20  |                       | Athlétisme Lancer du marteau                       | Compétition hommes                            | Finale                            | Krisztián Pars (HUN) · Primož Kozmus (SLO) · Kōji Murofushi (JPN)                  | [ 55 ]     |
| 20 h 20  |                       | Water-polo Tournoi féminin                         | Compétition femmes                            | Quarts de finale                  | Espagne 9 - 7 Grande-Bretagne                                                      | [ 56 ]     |
| 20 h 30* |                       | Boxe Poids coqs (-56 kg)                           | Compétition hommes                            | Quarts de finale                  | -                                                                                  | -          |
| 20 h 40  |                       | Athlétisme 400 m                                   | Compétition hommes                            | Demi-finales                      | -                                                                                  | -          |
| 21 h 10  |                       | Athlétisme 400 m                                   | Compétition femmes                            | Finale                            | Sanya Richards-Ross (USA) · Christine Ohuruogu (GBR) · DeeDee Trotter (USA)        | [ 57 ]     |
| 21 h 15  |                       | Handball Tournoi féminin                           | Compétition femmes                            | Tour Préliminaire Groupe B        | Danemark 23 - 30 France                                                            | [ 58 ]     |
| 21 h 15  |                       | Hockey sur gazon Tournoi masculin                  | Compétition hommes                            | Phase de poule Groupe A           | Argentine 1 - 3 Espagne                                                            | [ 59 ]     |
| 21 h 25  |                       | Athlétisme 3000 m steeple                          | Compétition hommes                            | Finale                            | Ezekiel Kemboi (KEN) · Mahiedine Mekhissi-Benabbad (FRA) · Abel Kiprop Mutai (KEN) | [ 60 ]     |
| 21 h 30* |                       | Boxe Poids lourds (-91 kg)                         | Compétition hommes                            | Quarts de finale                  | -                                                                                  | -          |
| 21 h 50  |                       | Athlétisme 100 m                                   | Compétition hommes                            | Finale                            | Usain Bolt (JAM) · Yohan Blake (JAM) · Justin Gatlin (USA)                         | [ 61 ]     |
| 22 h 00  |                       | Beach-volley Tournoi féminin                       | Compétition femmes                            | Quarts de finale                  | -                                                                                  | -          |
| 22 h 00  |                       | Volley-ball Tournoi féminin                        | Compétition femmes                            | Phase Préliminaire Groupe B       | Brésil 3 - 0 Serbie                                                                | [ 62 ]     |
| 22 h 15  |                       | Basket-ball Tournoi féminin                        | Compétition femmes                            | Premier tour Groupe B             | Grande-Bretagne 66 - 78 Brésil                                                     | [ 63 ]     |
| 23 h 00  |                       | Beach-volley Tournoi féminin                       | Compétition femmes                            | Quarts de finale                  | -                                                                                  | -          |

* Date du début estimée

## Tableaux des médailles
- Pays organisateur (Royaume-Uni)

| Rang  | Nation             | Or | Argent | Bronze | Total |
| ----- | ------------------ | -- | ------ | ------ | ----- |
| 1     | Chine              | 5  | 1      | 2      | 8     |
| 2     | Grande-Bretagne    | 2  | 4      | 2      | 8     |
| 3     | États-Unis         | 2  | 1      | 3      | 6     |
| 4     | Hongrie            | 2  | 0      | 1      | 3     |
| 5     | Danemark           | 1  | 2      | 0      | 3     |
| 6     | Russie             | 1  | 1      | 5      | 7     |
| 7     | Kenya              | 1  | 1      | 1      | 3     |
| 7     | Corée du Sud       | 1  | 1      | 1      | 3     |
| 9     | Jamaïque           | 1  | 1      | 0      | 2     |
| 10    | Biélorussie        | 1  | 0      | 0      | 1     |
| 10    | Éthiopie           | 1  | 0      | 0      | 1     |
| 10    | Iran               | 1  | 0      | 0      | 1     |
| 10    | Italie             | 1  | 0      | 0      | 1     |
| 10    | Kazakhstan         | 1  | 0      | 0      | 1     |
| 10    | Roumanie           | 1  | 0      | 0      | 1     |
| 10    | Suède              | 1  | 0      | 0      | 1     |
| 17    | France             | 0  | 2      | 1      | 3     |
| 17    | Japon              | 0  | 2      | 1      | 3     |
| 19    | Arménie            | 0  | 1      | 1      | 2     |
| 19    | Azerbaïdjan        | 0  | 1      | 1      | 2     |
| 21    | Colombie           | 0  | 1      | 0      | 1     |
| 21    | République tchèque | 0  | 1      | 0      | 1     |
| 21    | Malaisie           | 0  | 1      | 0      | 1     |
| 21    | Slovénie           | 0  | 1      | 0      | 1     |
| 21    | Suisse             | 0  | 1      | 0      | 1     |
| 26    | Argentine          | 0  | 0      | 1      | 1     |
| 26    | Brésil             | 0  | 0      | 1      | 1     |
| 26    | Allemagne          | 0  | 0      | 1      | 1     |
| 26    | Lituanie           | 0  | 0      | 1      | 1     |
| 26    | Mexique            | 0  | 0      | 1      | 1     |
| 26    | Ukraine            | 0  | 0      | 1      | 1     |
| Total | Total              | 23 | 23     | 25     | 71    |

| Rang  | Nation             | Or  | Argent | Bronze | Total |
| ----- | ------------------ | --- | ------ | ------ | ----- |
| 1     | Chine              | 30  | 17     | 14     | 61    |
| 2     | États-Unis         | 28  | 14     | 18     | 60    |
| 3     | Grande-Bretagne*   | 16  | 11     | 10     | 37    |
| 4     | Corée du Sud       | 10  | 4      | 6      | 20    |
| 5     | France             | 8   | 8      | 9      | 25    |
| 6     | Italie             | 6   | 5      | 3      | 14    |
| 7     | Kazakhstan         | 6   | 0      | 0      | 6     |
| 8     | Allemagne          | 5   | 10     | 7      | 22    |
| 9     | Russie             | 4   | 16     | 15     | 35    |
| 10    | Hongrie            | 4   | 1      | 3      | 8     |
| 11    | Corée du Nord      | 4   | 0      | 1      | 5     |
| 12    | Pays-Bas           | 3   | 1      | 4      | 8     |
| 13    | Afrique du Sud     | 3   | 1      | 0      | 4     |
| 14    | Nouvelle-Zélande   | 3   | 0      | 4      | 7     |
| 15    | Japon              | 2   | 12     | 13     | 27    |
| 16    | Danemark           | 2   | 4      | 2      | 8     |
| 16    | Roumanie           | 2   | 4      | 2      | 8     |
| 18    | Biélorussie        | 2   | 2      | 3      | 7     |
| 19    | Cuba               | 2   | 2      | 1      | 5     |
| 20    | Jamaïque           | 2   | 1      | 1      | 4     |
| 20    | Pologne            | 2   | 1      | 1      | 4     |
| 22    | Ukraine            | 2   | 0      | 5      | 7     |
| 23    | Éthiopie           | 2   | 0      | 1      | 3     |
| 24    | Australie          | 1   | 12     | 7      | 20    |
| 25    | Canada             | 1   | 3      | 6      | 10    |
| 26    | République tchèque | 1   | 3      | 1      | 5     |
| 27    | Suède              | 1   | 3      | 0      | 4     |
| 28    | Kenya              | 1   | 2      | 2      | 5     |
| 29    | Brésil             | 1   | 1      | 5      | 7     |
| 30    | Slovénie           | 1   | 1      | 2      | 4     |
| 31    | Croatie            | 1   | 1      | 0      | 2     |
| 31    | Suisse             | 1   | 1      | 0      | 2     |
| 33    | Iran               | 1   | 0      | 1      | 2     |
| 33    | Lituanie           | 1   | 0      | 1      | 2     |
| 35    | Géorgie            | 1   | 0      | 0      | 1     |
| 35    | Venezuela          | 1   | 0      | 0      | 1     |
| 37    | Mexique            | 0   | 3      | 2      | 5     |
| 38    | Colombie           | 0   | 3      | 1      | 4     |
| 39    | Espagne            | 0   | 2      | 1      | 3     |
| 40    | Slovaquie          | 0   | 1      | 3      | 4     |
| 41    | Azerbaïdjan        | 0   | 1      | 2      | 3     |
| 41    | Inde               | 0   | 1      | 2      | 3     |
| 43    | Arménie            | 0   | 1      | 1      | 2     |
| 43    | Belgique           | 0   | 1      | 1      | 2     |
| 43    | Indonésie          | 0   | 1      | 1      | 2     |
| 43    | Mongolie           | 0   | 1      | 1      | 2     |
| 43    | Norvège            | 0   | 1      | 1      | 2     |
| 43    | Serbie             | 0   | 1      | 1      | 2     |
| 49    | Égypte             | 0   | 1      | 0      | 1     |
| 49    | Guatemala          | 0   | 1      | 0      | 1     |
| 49    | Malaisie           | 0   | 1      | 0      | 1     |
| 49    | Thaïlande          | 0   | 1      | 0      | 1     |
| 49    | Taipei chinois     | 0   | 1      | 0      | 1     |
| 54    | Grèce              | 0   | 0      | 2      | 2     |
| 54    | Moldavie           | 0   | 0      | 2      | 2     |
| 56    | Argentine          | 0   | 0      | 1      | 1     |
| 56    | Hong Kong          | 0   | 0      | 1      | 1     |
| 56    | Qatar              | 0   | 0      | 1      | 1     |
| 56    | Singapour          | 0   | 0      | 1      | 1     |
| 56    | Tunisie            | 0   | 0      | 1      | 1     |
| 56    | Ouzbékistan        | 0   | 0      | 1      | 1     |
| Total | Total              | 161 | 163    | 175    | 499   |